# Elk Grove (Kalifornia)
Elk Grove város az USA Kalifornia államában, Sacramento megyében. Lakosainak száma 176 124 fő (2020. április 1.).

## Népesség
A település népességének változása:
| Lakosok száma | 2205 | 153 015 | 176 124 |
|               | 1960 | 2010    | 2020    |